# Saint Roch (Cima da Conegliano)
Pour les articles homonymes, voir Saint-Roch (homonymie).
Saint Roch est un tableau réalisé par le peintre italien Cima da Conegliano vers 1503. Cette huile sur bois de peuplier est une peinture chrétienne qui représente Roch de Montpellier debout sur un chemin au pied de collines, un bâton de marche dans le pli de son coude droit, montrant son bubon à la jambe de la main gauche. Achetée en 1890, l'œuvre est conservée au musée des Beaux-Arts de Strasbourg, à Strasbourg, en France. Ce musée d'art compte également dans ses collections un Saint Sébastien qui faisait autrefois partie du même retable polyptyque dans une église de Mestre, à Venise.

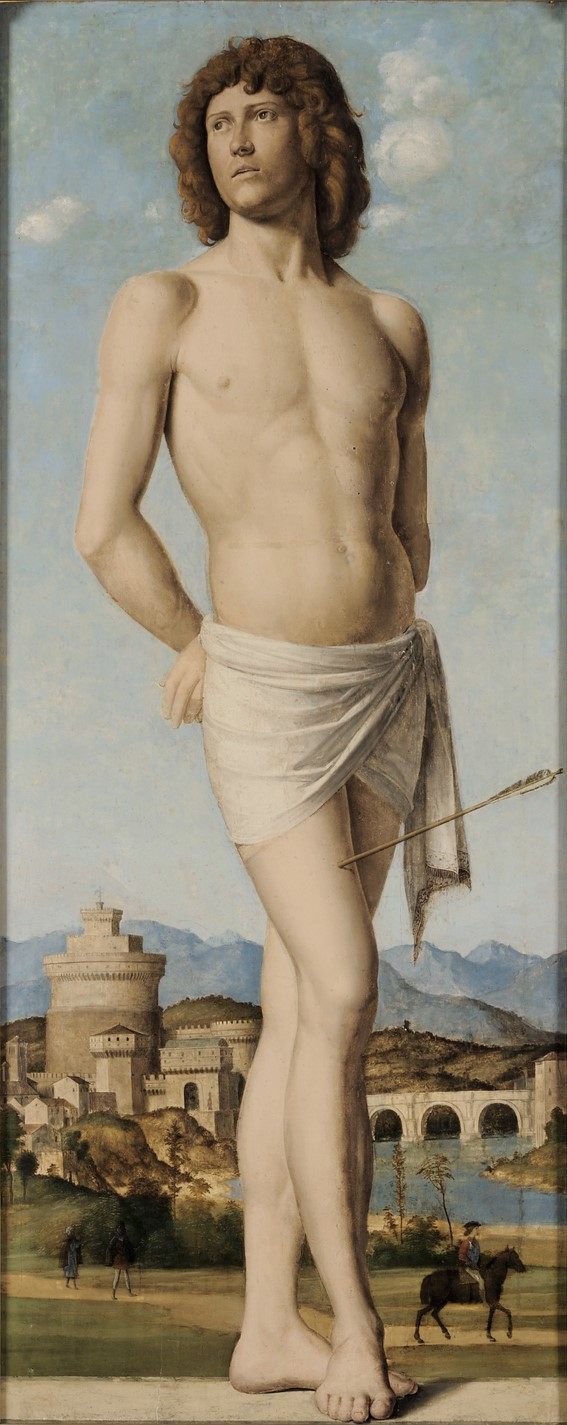
Saint Sébastien.